# Matilde di Ringelheim
Matilde di Ringelheim (Enger, 895 circa – Quedlinburg, 14 marzo 968), fu la moglie di Enrico I l'Uccellatore e quindi duchessa consorte di Sassonia e poi regina dei Franchi Orientali. Madre dell'imperatore Ottone il Grande, dopo essere rimasta vedova divenne monaca nell'abbazia di Quedlinburg, da lei fondata; è venerata come santa dalle Chiese cattolica ed evangelica che ne celebrano la memoria il 14 marzo.

## Biografia
Figlia del conte sassone di Vestfalia Teodorico di Ringelheim e di sua moglie Rinilde di Frisia, faceva dunque parte della dinastia degli Immedingi («proveniente dalla tribù di Widukindo»). Nacque attorno all'895 a Enger, in Vestfalia: la sua educazione venne affidata alla nonna, la badessa Matilde I, che la crebbe presso il suo monastero di Herford.
Rimase nell'abbazia fino al 909, quando i genitori la diedero in moglie al trentatreenne Enrico l'Uccellatore, figlio del duca di Sassonia Ottone l'Illustre, che la sposò quando lei aveva tredici anni a Wallhausen, aumentando la propria presenza e potere in Vestfalia. Egli ripudiò conseguentemente la precedente moglie Hatheburga di Merseburgo, anch'ella suora prima di sposarsi e madre di Tankmaro. Enrico succedette al padre come duca di Sassonia nel 912 e nel 919, alla morte di Corrado I di Franconia, venne eletto re dei Franchi Orientali.
Dal loro matrimonio nacquero cinque figli, tre maschi e due femmine:
- Ottone I di Sassonia, re dei Franchi Orientali dal 936, re degli Italici dal 951 e imperatore dei Romani dal 961;
- Gerberga, moglie di Luigi IV Oltremare, re dei Franchi Occidentali;
- Edvige, moglie di Ugo il Grande, conte di Parigi, e madre di Ugo I, fondatore della dinastia Capetingia;
- Enrico I, duca di Baviera;
- Bruno I il Grande, arcivescovo di Colonia e duca di Lotaringia.

Durante il regno del marito si occupò delle opere di carità: fece erigere numerosi ospedali ed i monasteri di Quedlinburg, Pöhlde, Nordhausen, Grone (presso Gottinga) e Duderstadt e la collegiata di Enger. Ella era rivale della nuora Edith. Alla morte di Enrico (936) sostenne invano per la successione il figlio minore Enrico, secondo il principio bizantino, che all'epoca andava diffondendosi in Europa occidentale, del porfirogenito, in quanto Enrico era nato dopo l'assunzione al trono del padre, al contrario di Ottone; dopo l'elezione a re dei Franchi Orientali di Ottone e la successiva ribellione del fratello, favorì la riconciliazione tra i due figli.
Resse il regno dei Franchi Orientali nel 962, durante l'assenza di Ottone, in Italia per ricevere la corona imperiale: in seguito si ritirò nel monastero di Nordhausen e si trasferì poco dopo in quello di Quedlinburg, dove si spense nel 968 e venne sepolta.
Venne proclamata santa per acclamazione subito dopo la morte.